# Joseph de Baillet
Joseph-François Jean Nepomucène de Baillet (Antwerpen, 27 juli 1787 - Brussel, 29 november 1861) was een Zuid-Nederlands katholiek politicus.

## Biografie

### Familie
Joseph de Baillet was een telg uit de familie de Baillet. Hij was een van de zeven zonen van graaf Jean de Baillet (1757-1815), burgemeester van Antwerpen, en Thérèse du Bois de Vroylande (1758-1836). Hij was een broer van graaf Henri de Baillet, graaf Ferdinand de Baillet en graaf Hyacinthe de Baillet, een neef van Ferdinand du Bois, en een oom van Charles de Baillet.
Hij trouwde in 1809 in Antwerpen met barones Marie-Claire Osy (1790-1862) dochter van de Rotterdamse bankier baron Corneille-Baudouin Osy de Zegwaart. Ze kregen vijf dochters. De oudste werd kloosterzuster, de tweede stierf jong en de drie andere trouwden met drie broers, halfbroers van baron Alphonse de Woelmont d'Opleeuw.
- Charlotte de Baillet (1817-1891), trouwde in 1840 in Grez-Doiceau met baron Alexandre de Woelmont (1804-1874). Het huwelijk bleef kinderloos.
- Henriette de Baillet (1818-1895), trouwde in 1838 in Grez-Doiceau met baron Louis de Woelmont (1806-1876). Het huwelijk bleef kinderloos.
- Cécile de Baillet (1826-1894), trouwde in 1848 in Brussel met baron Henri de Woelmont (1813-1864). Ze kregen twee zoons en drie dochters, met afstammelingen tot heden.

Hij was een schoonbroer van baron Jean Osy, gemeenteraadslid van Antwerpen, lid van het Nationaal Congres, volksvertegenwoordiger en senator.

### Loopbaan
Onder het Verenigd Koninkrijk der Nederlanden werd de Baillet, net als zijn broers, in 1818 in de Ridderschap opgenomen en in 1828 verkreeg hij, ook weer zoals zijn broers, de titel van graaf die in het ancien régime door hun vader en grootvader gedragen werd. In die periode werd hij lid van de Provinciale Staten van Zuid-Brabant en burgemeester van de Zuid-Brabantse gemeente Graven.
In tegenstelling tot sommige van zijn broers die in 1830 de zijde van Willem I kozen en naar het Noorden vluchtten, verzette hij zich niet tegen de Belgische Revolutie en werd door het arrondissement Nijvel tot lid verkozen van het Nationaal Congres. Het belet niet dat hij zich aansloot bij de orangisten om tegen de eeuwige verbanning van de Nassaus te stemmen. De tussenkomst waarin hij zijn stelling verdedigde begon hij met de woorden: "Vrijheid in alles en voor iedereen, geen privilegies maar ook geen uitsluitingen, dit zijn de principes die moeten overwinnen". De Baillet was tamelijk actief, maar toen hij vaststelde dat hij weinig kon bereiken en tot een kleine minderheid behoorde, nam hij op 5 februari 1831 ontslag.
Hij legde zich later bij de nieuwe toestand neer en liet zich in 1832 verkiezen als katholiek senator voor het arrondissement Brussel. In 1839 werd hij senator voor het arrondissement Antwerpen en bleef dit tot in 1851. Hij werd ook ondervoorzitter van de Senaat. In 1836 werd hij als gevolmachtigd minister naar het Hof van Pruisen gestuurd, waar men België niet genegen was, omwille van de goede relaties die men met Den Haag onderhield. De Baillet slaagde erin de relaties te verbeteren.